# Gorski Izvor, Haskovo
Gorski Izvor (în bulgară Горски извор) este un sat în Obștina Dimitrovgrad, Regiunea Haskovo, Bulgaria.

## Demografie
Componența etnică a satului Gorski Izvor
     Romi (3,44%)
     Nicio identificare (7,17%)
     Bulgari (88,94%)
     Turci (0,21%)
     Altele (0,21%)
La recensământul din 2011, populația satului Gorski Izvor era de 1.366 locuitori. Din punct de vedere etnic, majoritatea locuitorilor (88,94%) erau bulgari, cu o minoritate de romi (3,44%). Pentru 7,17% din locuitori nu este cunoscută apartenența etnică.

## Harte
- bgmaps.com
- emaps.bg
- Google